# کونارد لاین

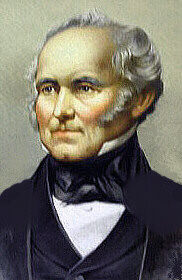
ساموئل کونارد

کونارد لاین (به انگلیسی: Cunard Line) یک کروز لاین آمریکایی بریتانیایی است که در خانه کارنوال در ساوت‌همپتون مستقر بوده و توسط شرکت کارنوال کورپوریشن مدیریت می‌شود.

در سال ۱۸۳۹ ساموئل کونارد یکی از کشتی داران جزیره پرنس ادوارد نخستین قرارداد پست سلطنتی بریتانیا را در بریتانیا دریافت کرد و سال آینده شرکت سلطنتی اکسپد پارتی بیت بریتانیا و آمریکای شمالی را با همکاری رابرت نپیر، طراح و سازنده موتور قایق معروف اسکاتلند برای راه‌اندازی چهار کشتی بخار پیشگام در خط مسیر لیورپول-هالیفاکس-بوستون به راه انداخت. برای بیش از ۳۰ سال کونارد برای رسیدن به سریع‌ترین سفر اقیانوس اطلس بلو ریباند را برگزار کرد. با این حال، در ۱۸۷۰ کونارد پشت رقبای خود، خط سفید ستاره و خط اینمان سقوط کرد. در سال ۱۸۷۹ شرکت به عنوان شرکت کشتی بخار کونارد با مسئولیت محدود دوباره سازمان یافت.

در سال ۱۹۰۲ شرکت وایت استار به شرکت بین‌المللی تجارت دریایی متعلق به آمریکا پیوست و دولت بریتانیا کونارد را با وام‌های قابل توجه و یارانه برای ساخت دو کشتی اقیانوس‌پیما مورد نیاز برای حفظ موقعیت رقابتی خود قرار داد. کشتی آرام‌اس موریتانی بین سالهای ۱۹۰۹ تا ۱۹۲۹ به شرکت بلو ریباند تعلق داشت. غرق شدن کشتی آرام‌اس لوزیتانیا خواهر کشتی آرام‌اس موریتانی در سال ۱۹۱۵ میلادی یکی از دلایل ورود ایالات متحده آمریکا به جنگ جهانی اول بود. در اواخر دهه ۱۹۲۰ کونارد با رقابت‌های جدیدی روبرو شد که آلمانی‌ها، ایتالیایی‌ها و فرانسوی‌ها خطوط معتبر بزرگ را ایجاد کردند. به علت رکود بزرگ کونارد مجبور شد که ساخت کشتی اقیانوس‌پیما خود را متوقف کند. در سال ۱۹۳۴، دولت انگلیس وام‌های کونارد را برای پایان دادن به ساخت کوئین ماری و ساختن یک کشتی دوم، کوئین الیزابت، با این شرط که کونارد با خط وایت استار متحد شود و کونارد-وایت استار را تشکیل دهد پرداخت کرد. کونارد متعلق به دو سوم شرکت جدید است. کونارد سهم وایت استار را در سال ۱۹۴۷ خریداری کرد؛ این نام در سال ۱۹۵۰ به خط کونارد بازگشت.

پس از پایان جنگ جهانی دوم کونارد موقعیت خود را به عنوان بزرگ‌ترین خطوط مسافربری آتلانتیک به دست آورد. تا اواسط دهه ۱۹۵۰ کونارد ۱۲ کشتی را به ایالات متحده و کانادا اداره می‌کرد. پس از سال ۱۹۵۸ کشتی‌های مسافری آتلانتیک به دلیل معرفی هواپیماهای جت به‌طور فزاینده‌ای ناخوشایند بود. کونارد از خدمات گردشگری سال ۱۹۶۸ خودداری کرد تا تمرکز خود را بر سفرهای دریایی و گردشگری دریایی برای مسافران فراهم کند. کوئین‌ها با کوئین الیزابت ۲ جایگزین شدند که برای نقش دوگانه طراحی شده بود.

در سال ۱۹۹۸ کونارد توسط شرکت کارنوال کورپوریشن اداره شد و ۸٫۷ درصد از درآمد این شرکت را در سال ۲۰۱۲ به خود اختصاص داد. پنج سال بعد آرام‌اس کوئین مری ۲ جایگزین کوئین الیزابت ۲ در برنامه‌های آتلانتیک شد. در حال حاضر کونارد تنها شرکت کشتیرانی است که خدمات مسافری برنامه‌ریزی شده بین اروپا و آمریکای شمالی را اجرا می‌کند.

## ناوگان
در زیر فهرستی از بخشی از ناوگان کونارد با تاریخ خدمت ناوگان قرار دارد.

### ۱۸۴۰–۱۸۵۰
- کشتی بخار کلاس بریتانیا ۱۸۴۰ تا ۱۸۴۵
- کشتی بخار کلاس آمریکا ۱۸۴۸ تا ۱۸۵۰

### ۱۸۵۰–۱۸۷۹
تنها عربیا یک تنه چوبی داشت و فقط عربیا، پرشیا و اسکوشیا کشتی پدالی بودند.
- آرام‌اس عربیا ۱۸۵۲ تا ۱۸۶۴
- آرام‌اس پرشیا ۱۸۵۶ تا ۱۸۶۸
- آرام‌اس اسکوشیا ۱۸۶۴ تا ۱۸۷۸
- اس‌اس جاوا ۱۸۶۵ تا ۱۸۷۸
- اس‌اس ابیسینا ۱۸۷۰ تا ۱۸۸۰
- اس‌اس پارتیا (۱۸۷۰) ۱۸۷۰ تا ۱۸۸۴
- اس‌اس بوتنی ۱۸۷۴ تا ۱۸۹۸

### ۱۸۷۹–۱۹۳۴
- اس‌اس کاتالونیا ۱۸۸۱ تا ۱۹۰۱
- اس‌اس سرویا ۱۸۸۱ تا ۱۹۰۲
- اس‌اس اورگن (۱۸۸۳) ۱۸۸۴ تا ۱۸۸۶
- آرام‌اس اومبریا ۱۸۸۴ تا ۱۹۱۰
- آرام‌اس کامپانیا ۱۸۹۳ تا ۱۹۱۴
- اس‌اس ایورنیا ۱۹۰۰ تا ۱۹۱۷
- آرام‌اس کرمانیه (۱۹۰۵) ۱۹۰۵ تا ۱۹۳۲
- آرام‌اس فرانکونیا (۱۹۱۰) ۱۹۱۱ تا ۱۹۱۶
- آرام‌اس آلبانی (۱۹۰۰) ۱۹۱۱ تا ۱۹۱۲
- آرام‌اس لکونیا (۱۹۱۱) ۱۹۱۲ تا ۱۹۱۷
- اس‌اس اردنا ۱۹۱۴ تا ۱۹۲۱
- اس‌اس امپراتور ۱۹۲۱ تا ۱۹۳۸
- آرام‌اس لکونیا (۱۹۲۱) ۱۹۲۲ تا ۱۹۴۲
- اس‌اس اتنیا ۱۹۲۳ تا ۱۹۳۵
- آرام‌اس فرانکونیا (۱۹۲۲) ۱۹۲۳ تا ۱۹۵۶
- اچ‌ام‌اس آرتیفکس (اف۲۸) ۱۹۲۴ تا ۱۹۴۲

### ۱۹۳۴–۱۹۷۱
همچنین ببینید: خطوط وایت استار: آرام‌اس المپیک، آرام‌اس مجستیک (۱۹۱۴)، اس‌اس لارنتیک (۱۹۲۷)، ام‌وی بریتانیک (۱۹۲۹) و ام‌وی گورجیک (۱۹۳۲)
- کوئین ماری ۱۹۳۶ تا ۱۹۶۷
- کوئین الیزابت ۱۹۴۶ تا ۱۹۶۸
- اس‌اس لاویا ۱۹۴۷ تا ۱۹۶۱
- ام‌وی بریتانیک (۱۹۲۹) ۱۹۵۰ تا ۱۹۶۰
- ام‌وی گورجیک (۱۹۳۲) ۱۹۵۰ تا ۱۹۵۶
- آرام‌اس ساکسونیا ۱۹۵۴ تا ۱۹۶۲
- آرام‌اس سیلوانیا ۱۹۵۷ تا ۱۹۶۸
- کوئین الیزابت ۲ ۱۹۶۹ تا ۲۰۰۸
- اس‌اس آتلانتیک کازوی ۱۹۷۰ تا ۱۹۸۶ کشتی کانتینری

### ۱۹۷۱–۱۹۹۸
- ام‌وی کورال ۱۹۷۱ تا ۱۹۷۷
- اوشن کنتس ۱۹۷۶ تا ۱۹۹۶
- ساگا روبی ۱۹۸۳ تا ۱۹۹۹
- ام‌اس جمنای ۱۹۹۳ تا ۱۹۹۵
- ام‌اس برائمار ۱۹۹۳ تا ۱۹۹۷
- ام‌اس پرینسندم (۱۹۸۸) ۱۹۹۴ تا ۱۹۹۹

### ۱۹۹۸ تاکنون
- آرام‌اس کوئین مری ۲ ۲۰۰۴ تاکنون
- ام‌اس کوئین ویکتوریا ۲۰۰۷ تاکنون
- ام‌اس کوئین الیزابت ۲۰۱۰ تاکنون